# Federico Agliardi

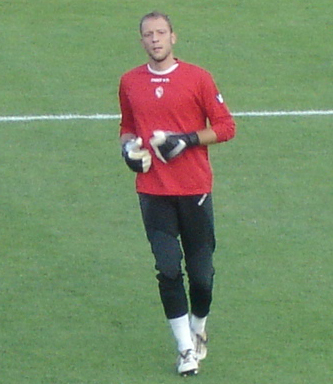
Federico Agliardi in shirt van Rimini

Fedrico Agliardi (Brescia, 11 februari 1983) is een Italiaans doelman. Hij debuteerde in het profvoetbal bij Cosenza, waar hij op uitleenbasis speelde. Op het moment staat hij onder contract bij AC Padova.
| Clubs   | Divisie | Seizoen   |
| ------- | ------- | --------- |
| Brescia | Serie B | 1998-1999 |
| Brescia | Serie B | 1999-2000 |
| Brescia | Serie A | 2000-2001 |
| Brescia | Serie A | 2001-2002 |
| Cosenza | Serie B | 2002-2003 |
| Brescia | Serie A | 2003-2004 |
| Brescia | Serie A | 2004-2005 |
| Brescia | Serie B | 2005-2006 |
| Palermo | Serie A | 2005-2006 |
| Palermo | Serie A | 2006-2007 |
| Palermo | Serie A | 2007-2008 |
| Rimini  | Serie B | 2008-2009 |
| Padova  | Serie B | 2009-2010 |
| Padova  | Serie B | 2010-2011 |